# Priyanka Goswami
Priyanka Goswami (Muzaffarnagar, Uttar Pradesh, India - 10 de marzo de 1996) es una atleta india especializada en marcha atlética. Forma parte de la delegación de India en los Juegos Olímpicos de Tokio 2020.

## Trayectoria
Inició como deportista practicando gimnasia siendo niña en la ciudad de Meerut. Tras descubrir que ese deporte no le gustaba, encontró apoyo en un entrenador atlético tras correr una prueba de 800 metros. Motivada por obtener como premio un bolso, probó suerte en la marcha ganando la prueba. En su debut formal, ganó una medalla de bronce en marcha en los Juegos Nacionales de la India de 2015, ocurridos en Kerala.
Rompió un récord nacional de India en marcha de 20 kilómetros al cronometrar 1:28:45 en el Campeonato Abierto de la India, lo que le mereció la clasificación a Tokio 2020. En la prueba de marcha 20 kilómetros de dicha competencia, celebrada en Sapporo el 6 de agosto de 2021, obtuvo el lugar 17 con un tiempo de 1:32:36.
Goswani trabaja como empleada de la empresa Indian Railways.

## Mejores marcas personales
| Mejores marcas personales                                                                             | Mejores marcas personales | Mejores marcas personales | Mejores marcas personales |
| Distancia                                                                                             | Tiempo                    | Lugar                     | Fecha                     |
| --- | ------------------------- | ------------------------- | ------------------------- |
| 5000 metros                                                                                           | 22:55.39                  | Mangalagiri, India        | 2017                      |
| 10,000 m                                                                                              | 48:30.35                  | Lucknow, India            | 2014                      |
| 20,000 m                                                                                              | 1:37:00.15                | Pune, India               | 2019                      |
| Caminata 20 km                                                                                        | 1:28:45                   | Ranchi, India             | 2021                      |
| Las competiciones en pista vienen indicadas en metros y las que son en ruta se indican en kilómetros. |                           |                           |                           |